# 陸羽西線
陸羽西線（りくうさいせん）は、山形県新庄市の新庄駅から同県東田川郡庄内町の余目駅までを結ぶ、東日本旅客鉄道（JR東日本）の鉄道路線（地方交通線）である。全線に「奥の細道最上川ライン」の愛称が付けられており、路線の大部分は最上川沿いを走る。川沿いを走る区間では最上川の渓谷を車窓から見ることができる。
地域高規格道路「新庄酒田道路」を構成する「高屋道路」の（仮称）高屋トンネル建設関連工事のため、2022年5月14日から全線で営業休止となっており、バス代行輸送が行われている（詳細は後述）。

## 路線データ
- 路線距離（営業キロ）：43.0 km
- 管轄（事業種別）：東日本旅客鉄道（第一種鉄道事業者）
- 駅数：10（起終点駅含む）
  - 陸羽西線所属駅に限定する場合、奥羽本線所属の新庄駅、羽越本線所属の余目駅[4]が除外され、8駅となる。
- 軌間：1,067 mm
- 複線区間：なし（全線単線）
- 電化区間：なし（全線非電化）
- 閉塞方式：特殊自動閉塞式（軌道回路検知式）
- 保安装置
  - ATS-Ps（新庄駅、余目駅構内）
  - ATS-SN（新庄駅 - 余目駅間）
- 最高速度：95 km/h
- 運転指令所：新庄CTC
  - 準運転取扱駅（入換時は駅が信号を制御）：新庄駅
- IC乗車カード対応区間：なし

余目駅構内は新潟支社、それ以外の区間は東北本部の管轄である。

## 歴史
1913年に新庄 - 古口間が酒田線（さかたせん）として開業したのが始まりである。酒田を目指して小刻みに延長を繰り返し、翌1914年に全通した。1917年には、陸羽東線の全通に伴って新庄 - 酒田間が陸羽西線に改称された。
以降は、酒田から秋田方面へ、余目から分岐して村上方面へと路線が延長され、1923年には新庄 - 羽後岩谷間・余目 - 鼠ケ関間および酒田 - 最上川（現在の酒田港）間の貨物支線が陸羽西線を名乗った。
1924年に秋田から羽越北線が羽後岩谷まで延伸されると、陸羽西線の羽後岩谷 - 鼠ケ関間および貨物支線が羽越北線に編入されて羽越線に改称（翌1925年に羽越本線に改称）され、陸羽西線は新庄 - 余目間となった。
- 年表中の*印は現在の羽越本線の区間・駅

### 酒田線
- 1913年（大正2年）12月7日：新庄 - 古口間 (17.0 km) を酒田線として新規開業、升形・古口の各駅を新設。
- 1914年（大正3年）
  - 6月14日：古口 - 清川間 (14.1 km) を延伸開業、清川駅を新設。
  - 8月16日：清川 - 狩川間 (3.8 km) を延伸開業、狩川駅を新設。
  - 9月6日：升形 - 古口間に津谷駅を新設。
  - 9月20日：狩川 - 余目間 (8.1 km) を延伸開業、余目駅を新設。
  - 12月24日：余目 - 酒田間 (12.2 km)* を延伸開業、砂越*・酒田*の各駅を新設。
- 1915年（大正4年）4月25日：酒田 - 最上川間 (2.7 km)* の貨物支線を開業、（荷貨）最上川駅*を新設。

### 陸羽西線（羽越線分離前）
- 1917年（大正6年）11月1日：新庄 - 酒田・酒田 - 最上川間（貨物支線）*を陸羽西線と改称。
- 1918年（大正7年）9月21日：余目 - 鶴岡（仮）間 (13.3 km)* を延伸開業、藤島*・鶴岡*の各駅を新設。
- 1919年（大正8年）
  - 7月6日：鶴岡（仮） - 鶴岡間 (1.8 km)* を延伸開業。
  - 12月5日：酒田 - 遊佐間 (12.2 km)* を延伸開業、本楯*・遊佐*の各駅を新設、鶴岡 - 羽前大山 (6.0 km)* を延伸開業、羽前大山駅*を新設。
- 1920年（大正9年）
  - 1月12日：高屋信号所を新設。
  - 7月20日：遊佐 - 吹浦間 (7.0 km)* を延伸開業、吹浦駅*を新設。
- 1921年（大正10年）11月15日：吹浦 - 象潟間 (17.3 km)* を延伸開業、小砂川*・象潟*の各駅を新設。
- 1922年（大正11年）
  - 4月1日：高屋信号所を高屋信号場に変更。
  - 5月22日：羽前大山 - 三瀬間 (10.2 km)* を延伸開業、三瀬駅*を新設。
  - 6月30日：象潟 - 羽後本荘間 (25.5 km)* を延伸開業、金浦*・羽後平沢*・西目*・羽後本荘*の各駅を新設。
  - 10月16日：羽後本荘 - 羽後岩谷間 (7.1 km)* を延伸開業、羽後岩谷駅*を新設。
- 1923年（大正12年）
  - 3月18日：三瀬 - 温海間 (13.4 km)* を延伸開業、五十川*・温海*の各駅を新設。
  - 11月23日：温海 - 鼠ケ関間 (8.8 km)* を延伸開業、鼠ケ関駅*を新設。

### 陸羽西線
- 1924年（大正13年）4月20日：羽後亀田 - 羽後岩谷間* 開業により羽越北線と接続、陸羽西線を新庄 - 余目間とし、秋田 - 鼠ケ関間を羽越線とする。
- 1952年（昭和27年）2月15日：高屋信号場を高屋駅に変更。
- 1958年（昭和33年）4月1日：全旅客列車を気動車に置き換え（無煙化）[5]。
- 1959年（昭和34年）
  - 5月15日：南野駅を新設。
  - 12月1日：仙台・米沢 - 新庄 - 酒田間に準急「もがみ」運転開始。
- 1960年（昭和35年）11月1日：仙台 - 山形 - 新庄 - 酒田間に準急「月山」運転開始。
- 1963年（昭和38年）10月1日：上野 - 新庄 - 酒田間に急行「出羽」運転開始。
- 1966年（昭和41年）
  - 3月5日：準急「もがみ」「月山」を急行に格上げ。
  - 9月1日：羽前前波駅を新設。
- 1982年（昭和57年）11月15日：急行「出羽」廃止。
- 1986年（昭和61年）11月1日：急行「もがみ」廃止。
- 1987年（昭和62年）4月1日：国鉄分割民営化にともない東日本旅客鉄道が承継、全線の貨物営業を廃止。
- 1991年（平成3年）
  - 2月28日：CTC化完成[6]。
  - 3月16日：古口・清川の両駅が駅員無配置化、これにより新庄・余目以外の線内全駅が駅員無配置となる[7]。
- 1992年（平成4年）7月1日：急行「月山」が無愛称の快速化。
- 1993年（平成5年）12月1日：快速を除く全列車でワンマン運転を開始[8]。
- 1999年（平成11年）12月4日：公募により決定された「奥の細道最上川ライン」の愛称を使用開始。
- 2002年（平成14年）6月3日：天皇・皇后の山形訪問（植樹祭臨席など）に伴い、1号御料車編成によるお召し列車を新庄から陸羽西線経由で酒田へ運転（片道のみ）。DD51 842牽引[9]（予備機DD51 895）。
2007年（平成19年）7月に1号御料車編成に代わる皇室用車両を含めたE655系電車が導入され、2008年（平成20年）11月12日にE655系による初めてのお召し列車が常磐線内で運転されたことから、1号御料車編成によるお召し列車は事実上これが最後となった。
- 2011年（平成23年）
  - 3月11日：東北地方太平洋沖地震発生により全線で不通。4月1日運転再開。
  - 4月7日：東北地方太平洋沖地震の余震発生により全線で不通。4月9日運転再開。
- 2018年（平成30年）8月5日：集中豪雨の影響による線路設備被害により全線で不通となる[10]。新庄 - 古口間は8月14日[11]、清川 - 余目間は8月20日[12]、古口 - 清川間は10月8日に[13]、それぞれ運転再開。
- 2022年（令和4年）5月14日：地域高規格道路「新庄酒田道路」を構成する「高屋道路」の（仮称）高屋トンネル建設関連工事のため、この日より全線で営業を休止し、バス代行輸送を実施[2][14]。当初2024年度までの予定のところトンネル工事の遅延で2025年度中までにずれ込む見込み[15]。

## 運行形態
前述の通り、2022年5月14日から全線を運休してバス代行輸送を行っている。以下および快速「最上川」の節は特記なければ運休前の2022年3月12日ダイヤ改正時点の運行形態である。代行バスの運行形態は「バス代行輸送」の節を参照。
余目駅から羽越本線に直通する新庄駅 - 酒田駅間の列車が4.5往復、陸羽西線内で完結する新庄駅 - 余目駅間の列車が4.5往復設定されている。一部列車は新庄駅で行先を変更して陸羽東線に直通する。かつては時刻表上に明記される陸羽東線直通列車も存在した。速達列車として快速「最上川」が新庄駅 - 余目駅（上り）・酒田駅（下り）間に1往復設定されている。
1993年12月1日からワンマン運転が実施されており、車両は1998年から専用塗装のキハ110系（小牛田運輸区所属）が使用されている。現在、全列車ワンマン運転を実施しているが、臨時列車など車掌乗務が必要な場合は山形運輸区の車掌が乗務する。
また、山形県の庄内地方と同県内陸部の最上地方との短絡線であり、さらに奥羽本線を経由して県都山形市や仙台・東京方面に通じることから、かつて以下のような急行列車が運行されていた。このうち「出羽」は夜行列車である。当路線の急行列車は山形新幹線が東京駅 - 山形駅間で運行を開始した1992年7月1日に最後まで残っていた「月山」が快速に格下げされたことで全廃された。
- 急行「月山」：仙台駅 - 山形駅 - 新庄駅 - 酒田駅間
- 急行「もがみ」：仙台駅・米沢駅 - 新庄駅 - 酒田駅 - 羽後本荘駅間
- 急行「出羽」：上野駅 - 新庄駅 - 酒田駅間
  - 陸羽西線内停車駅：新庄駅 - 古口駅 - 狩川駅 - 余目駅

2005年12月25日に発生した特急列車脱線事故で羽越本線の酒田駅 - 余目駅間が一時不通となった際には、2006年1月18日まで陸羽西線の全列車が余目駅折り返しの線内のみの運転となった。

### 快速「最上川」
下り列車は新庄駅 - 羽越本線酒田駅間で、上り列車は余目駅 - 新庄駅間で各1本ずつ設定されている快速列車。全車自由席。陸羽西線の最速列車としての側面のほかに、山形新幹線接続列車としての側面も有している。使用車両はキハ110系で、通常は2両編成で運転されている。
停車駅
- 下り：新庄駅 - 余目駅間各駅停車 → 酒田駅
- 上り：余目駅 → 狩川駅 → 古口駅 → 新庄駅

沿革
- 1992年7月1日：急行「月山」を快速列車に格下げ。奥羽本線 山形駅 - 新庄駅間に1往復、山形駅 - 羽越本線 酒田駅間に2往復運行。
- 1999年
  - 3月12日：「月山」の愛称を廃止し、陸羽西線 新庄駅 - 羽越本線 酒田駅間に2往復運行する無愛称の快速列車となる。
  - 12月4日：山形新幹線新庄駅延伸に伴い、同列車に「最上川」の愛称が与えられる。下り2本・上り3本運行。

- 2007年3月18日：新庄駅 - 酒田駅間1往復運行となる。
- 2019年3月15日：下り列車が陸羽西線内各駅停車となる。
- 2022年3月12日：上り列車が余目駅始発となる。

### バス代行輸送

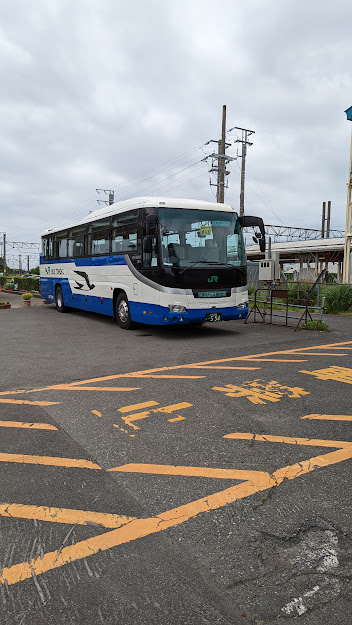
列車代行バス（各停157便）
余目駅 2022年撮影

2022年（令和4年）5月14日から陸羽西線のトンネル直下に交差する地域高規格道路「新庄酒田道路」を構成する国道47号「高屋道路」の「高屋トンネル（仮称）」の建設工事に伴うバス代行輸送が実施されている。運行は羽越本線区間も含めた新庄駅 - 酒田駅間、新庄駅 - 余目駅間、古口駅→新庄駅間、狩川駅→酒田駅間において行われ、快速便と各駅に停車する各停便が運行されている。新庄駅・古口駅・清川駅・狩川駅・余目駅・砂越駅は駅前に設置されている停留所からの乗車が可能であるが、これら以外の停留所は本来の駅から少々離れている。運行はジェイアールバス東北仙台支店が幹事を務め、同社と山交バス新庄営業所・松山観光バスが担当している。
当初は2024年度中までの代行輸送実施が予定されていたが、トンネル工事が想定より遅延していることから、終了時期は進捗状況を踏まえて改めて告知するとしている。

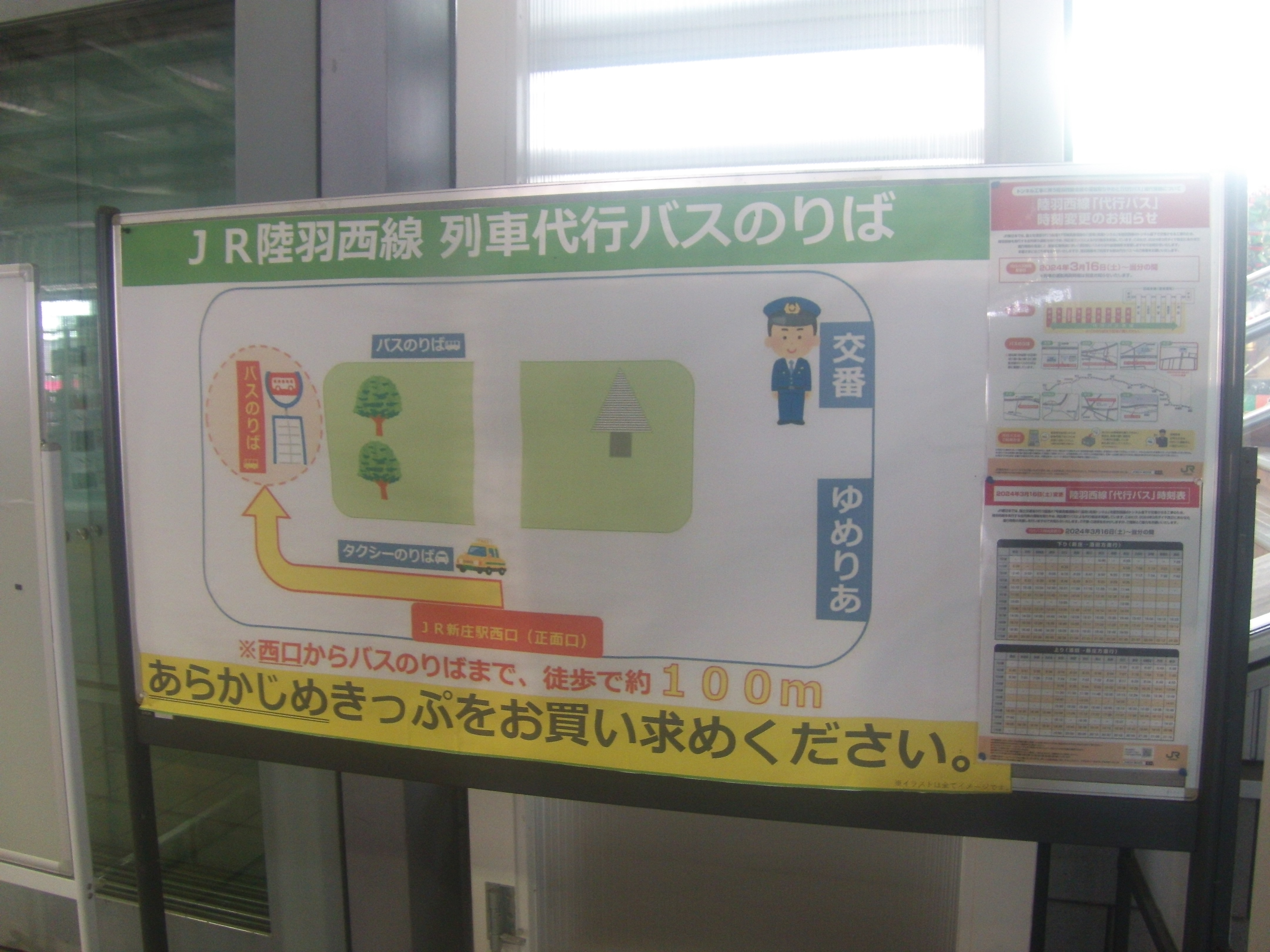
陸羽西線代行バスの乗場案内（新庄駅）
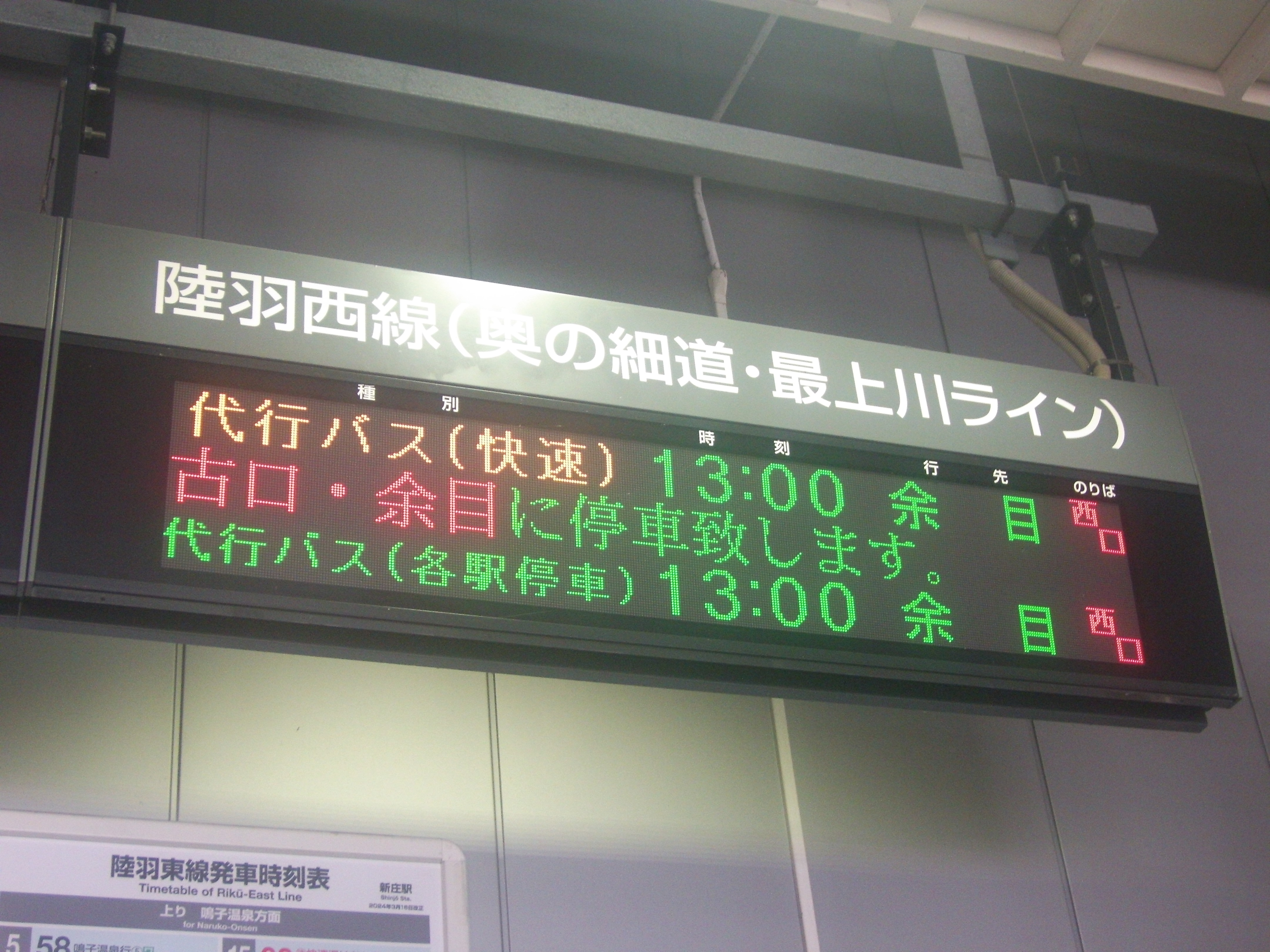
陸羽西線代行バスの時刻案内（新庄駅）

運行状況（2023年1月1日改訂）
●：停車駅、▶：下りのみ停車、◀：上りのみ停車、－：通過駅
| 種別 | 運行本数 | 運行本数 | 新庄駅 | 升形駅 | 羽前前波駅 | 津谷駅 | 古口駅 | 高屋駅 | 清川駅 | 狩川駅 | 南野駅 | 余目駅 | 北余目駅 | 砂越駅 | 東酒田駅 | 酒田駅 | 所要時間                     |
| 種別 | 下り     | 上り     | 新庄駅 | 升形駅 | 羽前前波駅 | 津谷駅 | 古口駅 | 高屋駅 | 清川駅 | 狩川駅 | 南野駅 | 余目駅 | 北余目駅 | 砂越駅 | 東酒田駅 | 酒田駅 | 所要時間                     |
| ---- | -------- | -------- | ------ | ------ | ---------- | ------ | ------ | ------ | ------ | ------ | ------ | ------ | -------- | ------ | -------- | ------ | ---------------------------- |
| 各停 | 4        | 4        | ●      | ●      | ●          | ●      | ●      | ●      | ●      | ●      | ●      | ●      | ●        | ●      | ●        | ●      | 2時間3分                     |
| 各停 | 5        | 4        | ●      | ●      | ●          | ●      | ●      | ●      | ●      | ●      | ●      | ●      |          |        |          |        | 1時間29分                    |
| 各停 | -        | 1        | ◀      | ◀      | ◀          | ◀      | ◀      |        |        |        |        |        |          |        |          |        | 36分                         |
| 快速 | 1        | 1        | ●      | －     | －         | －     | ●      | －     | －     | ◀      | －     | ●      | ▶        | ▶      | ▶        | ●      | 下り1時間32分、上り1時間37分 |
| 快速 | 1        | 1        | ●      | －     | －         | －     | ●      | －     | －     | ◀      | －     | ●      |          |        |          |        | 下り58分、上り1時間11分      |
| 快速 | 1        | -        |        |        |            |        |        |        |        | ▶      | －     | ▶      | －       | －     | －       | ▶      | 45分                         |

## 駅一覧
便宜上、列車が直通する羽越本線酒田駅までの区間を記載。
- 全駅山形県内に所在。
- 代行バスの停車駅については「バス代行輸送」の節を参照。
- 停車駅（列車・休止直前）
  - 普通列車はすべての駅に停車。
  - 快速「最上川」は当該列車の節を参照。
- 線路 … ◇・∨・｜：単線（∨・◇：列車交換可能）、∧：ここから下は複線、||：複線（羽越本線内）
- 駅名欄の背景色が■である駅（升形駅 - 南野駅）は、高屋トンネル建設関連工事のため休止・バス代行となっている区間の駅を示している（2022年5月14日現在）[2]。羽越本線の余目駅 - 酒田駅間は営業を継続しているが、陸羽西線との直通列車が運休しているため、同区間にも代行バスが設定されている[2]。

| 路線名   | 駅名       | 営業キロ | 営業キロ                                                                           | 接続路線                                                              | 線路   | 所在地          |
| 路線名   | 駅名       | 駅間     | 累計                                                                               | 接続路線                                                              | 線路   | 所在地          |
| -------- | ---------- | -------- | ---------------------------------------------------------------------------------- | --------------------------------------------------------------------- | ------ | --------------- |
| 陸羽西線 | 新庄駅     | -        | 0.0                                                                                | 東日本旅客鉄道： 山形新幹線・■奥羽本線（山形方面は山形線）・■陸羽東線 | ∨      | 新庄市          |
| 陸羽西線 | 升形駅     | 7.5      | 7.5                                                                                |                                                                       | ｜     | 新庄市          |
| 陸羽西線 | 羽前前波駅 | 3.1      | 10.6                                                                               |                                                                       | ｜     | 新庄市          |
| 陸羽西線 | 津谷駅     | 2.3      | 12.9                                                                               |                                                                       | ｜     | 最上郡 戸沢村   |
| 陸羽西線 | 古口駅     | 4.1      | 17.0                                                                               |                                                                       | ◇      | 最上郡 戸沢村   |
| 陸羽西線 | 高屋駅     | 7.8      | 24.8                                                                               |                                                                       | ｜     | 最上郡 戸沢村   |
| 陸羽西線 | 清川駅     | 6.3      | 31.1                                                                               |                                                                       | ｜     | 東田川郡 庄内町 |
| 陸羽西線 | 狩川駅     | 3.8      | 34.9                                                                               |                                                                       | ｜     | 東田川郡 庄内町 |
| 陸羽西線 | 南野駅     | 4.0      | 38.9                                                                               |                                                                       | ｜     | 東田川郡 庄内町 |
| 陸羽西線 | 余目駅     | 4.1      | 43.0                                                                               | 東日本旅客鉄道：■羽越本線（村上方面）                                 | ∧      | 東田川郡 庄内町 |
| 羽越本線 | 余目駅     | 4.1      | 43.0                                                                               | 東日本旅客鉄道：■羽越本線（村上方面）                                 | ∧      | 東田川郡 庄内町 |
| 北余目駅 | 2.7        | 45.7     |                                                                                    | \|\|                                                                  |        | 東田川郡 庄内町 |
| 砂越駅   | 3.0        | 48.7     |                                                                                    | \|\|                                                                  | 酒田市 |                 |
| 東酒田駅 | 3.3        | 52.0     |                                                                                    | \|\|                                                                  | 酒田市 |                 |
| 酒田駅   | 3.2        | 55.2     | 東日本旅客鉄道：■羽越本線（秋田方面） 日本貨物鉄道：羽越本線貨物支線（酒田港方面） | \|\|                                                                  | 酒田市 |                 |

2022年度の時点で、JR東日本自社による乗車人員集計の対象駅は新庄駅・古口駅・狩川駅・余目駅・酒田駅である。それ以外の駅は完全な無人駅のため集計対象から外されている。

## 利用状況

### 平均通過人員
各年度の平均通過人員（人/日）は以下とおりである。
| 年度                   | 平均通過人員（人/日） | 出典   |
| 年度                   | 新庄 - 余目           | 出典   |
| ---------------------- | --------------------- | ------ |
| 2011年度（平成23年度） | 456                   | [ 22 ] |
| 2012年度（平成24年度） | 403                   | [ 22 ] |
| 2013年度（平成25年度） | 403                   | [ 22 ] |
| 2014年度（平成26年度） | 409                   | [ 22 ] |
| 2015年度（平成27年度） | 391                   | [ 22 ] |
| 2016年度（平成28年度） | 389                   | [ 23 ] |
| 2017年度（平成29年度） | 401                   | [ 23 ] |
| 2018年度（平成30年度） | 345                   | [ 23 ] |
| 2019年度（令和元年度） | 343                   | [ 24 ] |
| 2020年度（令和02年度） | 163                   | [ 24 ] |
| 2021年度（令和03年度） | 192                   | [ 24 ] |
| 2022年度（令和04年度） | 148                   | [ 24 ] |
| 2023年度（令和05年度） | 129                   | [ 25 ] |

### 収支・営業系数
各年度の収支（運輸収入、営業費用）、営業係数、収支率は以下のとおりである。▲はマイナスを意味する。なお、2022年度（令和4年度）のデータは開示されていない。
| 年度                   | 収支（百万円） | 収支（百万円） | 収支（百万円） | 営業 係数 （円） | 収支率 | 出典   |
| 年度                   | 運輸 収入      | 営業 費用      | 計             | 営業 係数 （円） | 収支率 | 出典   |
| ---------------------- | -------------- | -------------- | -------------- | ---------------- | ------ | ------ |
| 2019年度（令和元年度） | 67             | 760            | ▲693           | 1,127            | 8.9%   | [ 27 ] |
| 2020年度（令和02年度） | 31             | 734            | ▲703           | 2,344            | 4.3%   | [ 27 ] |
| 2021年度（令和03年度） | 37             | 928            | ▲891           | 2,483            | 4.0%   | [ 28 ] |
| 2022年度（令和04年度） | 非開示         | 非開示         | 非開示         | 非開示           | 非開示 | [ 26 ] |